# Comuna Nedelino, Smolean
Nedelino (în bulgară Неделино) este o comună în regiunea Smolean, Bulgaria, formată din orașul Nedelino și 15 sate. 

## Localități componente

### Orașe
- Nedelino

### Sate
| - Burevo - Dimanovo - Dunea - Elenka - Gărnati | - Izgrev - Koceani - Kozarka - Kraina - Kundevo | - Ogradna - Sredeț - Tănka Bara - Vărli Dol - Vărlino |

## Demografie
Componența etnică a comunei Nedelino
     Bulgari (77,55%)
     Nicio identificare (22,44%)
     Altele (0,33%)
La recensământul din 2011, populația comunei Nedelino era de 7.221 locuitori. Din punct de vedere etnic, majoritatea locuitorilor (77,55%) erau bulgari. Pentru 22,44% din locuitori nu este cunoscută apartenența etnică.